# Борисенко Георгій Костянтинович
Георгій Костянтинович Борисенко (25 травня 1922, Чугуїв — 3 грудня 2012, Ташкент) — радянський шахіст і шаховий теоретик, майстер спорту СРСР (1950), гросмейстер ІКЧФ (1965).
Успішно виступав у чемпіонатах Ленінграда (найкращий результат у 1953 році — 3-є місце) і чемпіонатах РРФСР (1960 — 4-е місце, 1961 — 2-6-е місця). Чемпіон ДСТ «Локомотив» (1953). Учасник 8 чемпіонатів СРСР (1950 — 1967); найкращі результати: 1954 — 12-13-е місця (з Саломоном Флором), 1965 — 12-е місце. У турнірі країн Балтійського моря (Ленінград, 1960) — 4-5-е місця.
У 1950-1960-х роках домігся великих успіхів у змаганнях за листуванням: у чемпіонатах СРСР (1955—1957 і 1960—1962) — 1-2-е місця; у чемпіонаті світу (1962—1965) — 2-е місце. У складі команди СРСР переможець заочних олімпіад (1958—1961 і 1961—1964).
Зробив цінний внесок у розвиток ферзевого гамбіту, староіндійського захисту, захисту Німцовича, іспанської партії, сицилійського захисту.
Помер на 91-му році життя 3 грудня 2012 року у Ташкенті (Узбекистан)

## Спортивні досягнення
| Рік     | Місто     | Турнір              | + | −      | =  | Результат   | Місце |
| ------- | --------- | ------------------- | - | ------ | -- | ----------- | ----- |
| 1950    | Москва    | 18-й чемпіонат СРСР | 3 | 7      | 7  | 6½ из 17    | 15-16 |
| 1954    | Київ      | 21-й чемпіонат СРСР | 4 | 6      | 9  | 8½ из 19    | 12-13 |
| 1955    | Москва    | 22-й чемпіонат СРСР | 4 | 5      | 10 | 9 из 19     | 13-14 |
| 1956    | Ленінград | 23-й чемпіонат СРСР | 3 | 8      | 6  | 6 из 17     | 16    |
| 1958    | Рига      | 25-й чемпіонат СРСР | 2 | 3 (12) | 4  | 4 из 9 (18) | 18-19 |
| 1961    | Москва    | 28-й чемпіонат СРСР | 3 | 9      | 7  | 6½ из 19    | 18-19 |
| 1964/65 | Київ      | 32-й чемпіонат СРСР | 4 | 6      | 9  | 8½ из 19    | 12    |
| 1967    | Харків    | 35-й чемпіонат СРСР | 5 | 4      | 4  | 7 из 13     | 41-57 |